# Nikoła Ficzew
Nikoła Ficzew (bułg. Никола Фичев, ps. Usta Koło Ficzeto; ur. 1800 w Drjanowie, zm. 1881 w Tyrnowie) – bułgarski architekt, budowniczy oraz rzeźbiarz związany z ruchem bułgarskiego odrodzenia narodowego. 
Początkowo kształcił się w cechu, następnie przystał do wędrownego artelu. W roku 1830 osiadł w Tyrnowie, gdzie po śmierci swojego mistrza Iwana dokończył w roku 1836 cerkiew św. Mikołaja w dzielnicy Warosza i założył własny warsztat. Budował reprezentacyjne świątynie (m.in. Sobór Św. Trójcy w Swisztowie w latach 1865–1867, cerkiew Konstantyna i Heleny w Tyrnowie) i konaki bojarskie twórczo łącząc tradycję lokalną z wzorcami nowożytnej architektury zachodnioeuropejskiej. Zbudował także mosty: kamienny na rzece Jantrze pod miastem Bjała (1865–1867) i drewniany na targowisku w Łoweczu (1872–1873, kryty, ze sklepami). Pomimo tego, że Ficzew był analfabetą, oprócz rodzinnego języka bułgarskiego, biegle mówił także po turecku, rumuńsku i grecku.